# Pont de Bossy
Pour les articles homonymes, voir Bossy.
Le pont de Bossy est un pont routier et piéton sur la Versoix, situé dans le canton de Genève, sur la commune de Collex-Bossy.

## Localisation
Le pont de Bossy est le premier pont le plus en amont de la Versoix après son entrée en Suisse. 

## Histoire
L'origine du premier pont de Bossy n'est pas connue, mais se situe probablement au début du XXe siècle. Il est alors constitué de deux travées de 6,5 mètres et son tablier est fait d'une structure métallique et d'un remplissage en béton grossier.
En 1957, cet ouvrage est renforcé d'un surbéton de 20 centimètres. Une inspection de 1994 révèle plusieurs défauts majeurs structurels et un budget de 236 000 francs suisses est débloqué par le Grand Conseil pour la démolition et la reconstruction de l'ouvrage, travail réalisé au cours de l'été 1997. Le nouveau pont est constitué de deux poutres simples en profilés métalliques liés à un tablier en béton armé.

## Sources
- Mémorial de la séance 49 du Grand Conseil du 3 octobre 1997